# Labirinto 3D
O Labirinto 3D é o nome dado a um protetor de tela, criado em OpenGL, que esteve presente no Microsoft Windows desde o Windows 95 até ser descontinuado após o Windows ME.

## Legado
A Universidade Cornell de Labirinto em uma caixa, um projeto para criar gráficos 3D usando o Atmel Mega32 de microcontrolador, usou o Labirinto 3D e screensaver como inspiração. Em 2017, o desenvolvedor independente de Videogames Cahoots Malone fez Subterfúgio Screensaver, um videogame baseado no protetor de tela criado usando ativos do ficheiro original ssmaze.scr.
O XScreenSaver 5.39, lançado em abril de 2018, inclui um módulo Labirinto 3D escrito por "Sudoer" que replica o protetor de tela do Windows.

## Recepção
Escrevendo para o Bustle, Jessica Blankenship não conseguiu se lembrar de nada que fosse tão "hipnotizante, atraente, frustrante e requintado" quanto se perder no protetor de tela do labirinto 3D. Jacob Brogan, da Slate, chamou o protetor de tela de uma "corrida apressada em primeira pessoa por um labirinto de paredes de tijolos", comparando-o a uma "inteligência em ação" e comparou assisti-lo a assistir aos avós jogando Wolfenstein 3D "enquanto ficam sentados em silêncio enquanto eles, sem sorte, apertam o teclado".